# Självmedicinering
Självmedicinering är att använda läkemedel, narkotika eller alkohol i medicinskt syfte utan att ha konsulterat läkare först. Termen kan även användas för att beskriva en persons användande av droger (inklusive alkohol) för att behandla upplevda, men ofta odiagnosticerade psykiska besvär, som stress och ångest, inklusive psykiska sjukdomar och psykiska trauma.

## Självmedicinering och droger
Vid depression eller andra psykiska påfrestningar finns risken att en person kan ta till droger som en form av självmedicinering, eftersom drogen erbjuder tillfällig lättnad och lindring från det plågsamma psykologiska tillståndet. Droger har olika effekt, och enligt "självmedicineringshypotesen" ("The self-medication hypothesis", SMH) är individens val av en viss drog varken tillfällig eller slumpmässig, utan istället ett resultat av individens psykologiska tillstånd.  Detta sker genom att individerna väljer den drog som bäst stämmer överens med deras typ av psykiatriska tillstånd, den drog som tänks hjälpa dem att uppnå känslomässig stabilitet.
"Självmedicineringshypotesen" (SMH) har sitt ursprung i skrifter av Edward Khantzian, Mack and Schatzberg, David F. Duncan,